# Anthony Patterson
Pour l’article homonyme, voir Patterson.
Anthony Patterson, né le 10 mai 2000 à Newcastle upon Tyne en Angleterre, est un footballeur anglais qui joue au poste de gardien de but au Sunderland AFC.

## Biographie

### En club
Né à Newcastle upon Tyne en Angleterre, Anthony Patterson est formé par le Sunderland AFC, qu'il rejoint en 2013. Lors de la saison 2018-2019, il intègre pour la première fois l'équipe première, prenant plusieurs fois place sur le banc durant les rencontres officielles. En juillet 2019 il prolonge son contrat d'un an avec le club.
Le 21 août 2021, Patterson joue son premier match en League One, contre l'AFC Wimbeldon. Il est titularisé et son équipe s'impose par un but à zéro. Le 24 septembre 2021, il est prêté à Notts County pendant quelques mois avant de faire son retour à Sunderland. Lors de la saison 2021-2022, Patterson participe à la montée du club en deuxième division, Sunderland sortant vainqueur des matchs de barrages face à Wycombe Wanderers.
Patterson découvre alors le Championship, jouant son premier match le 31 juillet 2022, lors de la première journée de la saison 2022-2023, contre Coventry City. Il est titularisé et les deux équipes se neutralisent (1-1 score final).
Le 22 septembre 2023, Anthony Patterson prolonge son contrat avec Sunderland. Il est cette fois lié au club jusqu'en juin 2028.

### En sélection
En février 2023, Patterson est pressenti pour obtenir une première convocation avec l'équipe d'Angleterre espoirs avec sa bonne saison 2022-2023.
Il ne joue qu'un match avec les espoirs, le 10 juin 2023, contre le Japon. 